# Distillerie Ponnet

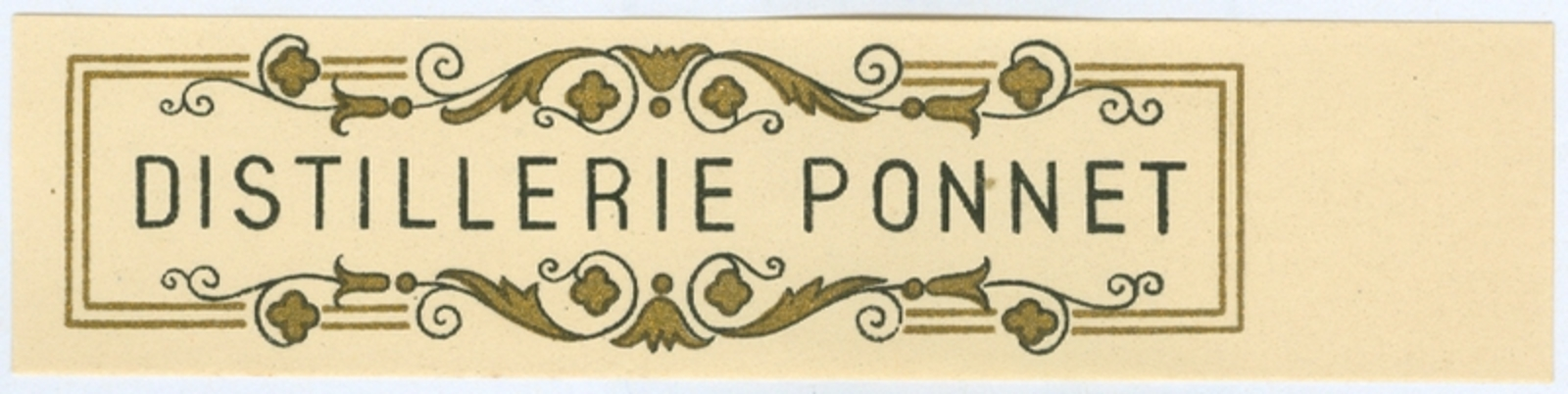
Halsetiket 'Distillerie Ponnet' van stokerij Ponnet (1923-1969)

Distillerie Ponnet was een Belgische jeneverstokerij in Sint-Lievens-Houtem die actief was van 1923 tot 1968. De oorspronkelijke naam van de stokerij was 'KAASTAAR' (2x aa)

## Ontstaan
De oprichter Jules Ponnet (Borsbeke, 1890 – Sint-Lievens-Houtem, 1983) werd geboren uit een familie van zelfstandigen. Over zijn kinder- en jeugdjaren is weinig bekend. Hij diende in het Belgisch leger tijdens de Eerste Wereldoorlog. Na de oorlog keerde hij terug naar Borsbeke en stichtte er een limonadefabriek. In deze periode huwde hij met Leonie van Lancker die afkomstig was van Bavegem. Hij kocht een pand op De Steenweg in Sint-Lievens-Houtem en vanaf 1923 verhuisden de activiteiten van de limonadefabriek aldaar. Door het grote succes werd het pand te klein en verhuisde hij in de jaren dertig naar de Krabbenijkstraat in Sint Lievens Houtem.

## Producten
Al snel evolueerde de limonadefabriek naar een stokerij en werd de Distillerie Ponnet geboren. Zijn ervaringen als frontsoldaat bezorgden hem inspiratie voor zijn dranken, die de namen Bitter Américain en Castaer kregen. Bitter Américain was een likeur die hij opdroeg aan de Amerikanen die hielpen om de Duitsers te verslaan in de Eerste Wereldoorlog. Castaer was een brandewijn, gelanceerd in 1928, die later ook op de markt zou komen onder de namen Kastaar en Oude Kastaar. Kastaar verwijst naar zijn strijdmakkers, de volksmond 'de kastaars of straffe mannen'. De eerste jenever kreeg de naam Whisko, Dit was de roepnaam van beste vriend Alöis Rasschaert waarmee hij vier jaar, zij aan zij, in de Eerste Wereldoorlog vocht.
Daarnaast produceerde de stokerij nog verscheidene andere likeuren en jenevers onder de namen Boerenmeisjes en Boerenjongens (likeurwijn, vanaf 1928), Whisko JP (jenever, vanaf 1932) en Rodeo Elixir. Vaak werden de initialen "JP" gebruikt in de labels, alsook de afbeelding van een pony, vermits de naam Ponnet verwijst naar 'pony'.(Ponnet wordt in het Frans uitgesproken als 'poney' wat in het Nederlands pony betekent).
Om de naam van de stokerij te promoten en de verkoop te stimuleren, liet Jules Ponnet enkele liederen componeren, geïnspireerd door zijn dranken, die hij vervolgens in reclamefolders liet verspreiden.

## Opvolging
Uit zijn huwelijk met Leonie werd één kind geboren: een zoon, Charles (Karel) genoemd. Opgroeiend in de stokerij, hielp Charles van kindsbeen af mee met zijn ouders om de zaak uit te bouwen. De opvolging leek verzekerd, maar toen Charles 17 jaar oud was brak de Tweede Wereldoorlog uit en werden de activiteiten stilgelegd. Na de bevrijding werden de activiteiten hervat. Charles huwde in 1945 met Martha Van den Berge. Het koppel kreeg twee zonen, Julien en Lucien. Charles bleef actief als vertegenwoordiger in de stokerij van zijn vader, maar startte ook een eigen boekhandel en Cinema (Ciné Orly). In 1968 werd de stokerij gesloten. De laatste telling van de douane en accijnzen was in in 1974. De gebouwen werden vervolgens door Charles en zijn oudste zoon Julien gebruikt om een elektronicazaak uit te bouwen (periode 1968 -1978)